# Робок, Алан
Алан Робок (Alan Robock; род. 1949) — американский климатолог, специалист в области изменения климата, геоинженерии, ядерной зимы, климатических последствий вулканических извержений.
Доктор философии (1977), заслуженный профессор Ратгерского университета, прежде профессор Мэрилендского университета (по 1997).

## Биография
Окончил Висконсинский университет (бакалавр метеорологии, 1970).
В Массачусетском технологическом институте получил степени магистра (1974, под началом Norman A. Phillips) и доктора философии (1977, под началом Эдварда Лоренца) по метеорологии. После окончания Висконсинского университета на протяжении двух лет являлся волонтёром Корпуса мира на Филиппинах.
С 1977 по 1997 год на кафедре метеорологии Мэрилендского университета, профессор. С 1998 года в Ратгерском университете, заслуженный профессор.
В 1994—2000, 2006—2010 гг. и с января 2019 года ассоциированный редактор Reviews of Geophysics, в 2010—2018 гг. его редактор. Являлся редактором Journal of Geophysical Research — Atmospheres (2000—2005, ассоциированный редактор в 1998—2000) и Journal of Climate and Applied Meteorology (1985—1987).
С 1979 по 1985 год шесть раз посещал СССР; в 2004 и 2011 гг. посещал Россию. Шесть раз посещал Кубу.
Фелло Американского метеорологического общества (1998), Американской ассоциации содействия развитию науки (2008), Американского геофизического союза (2011).
Много выступает перед общественностью, в частности в СМИ, предупреждая об опасности климатических последствий ядерной войны — ядерной зиме, которая скорее всего повлечёт гибель большей части человечества от голода.
Изучал извержение вулкана Лаки 1783—1784 гг. Цитировался Ф. Кастро.
Автор 400 опубликованных статей, включая более 250 рецензированных работ. Соавтор Owen Toon.

## Награды
- Antarctica Service Medal[англ.] (2006)
- Editor’s Award, Journal of Hydrometeorology (2006)
- Нобелевская премия — в составе МГЭИК (2007)
- Jule G. Charney Award[англ.] (2015)
- Albert Nelson Marquis Lifetime Achievement Award, Who’s Who (2017)
- Нобелевская премия — в составе Международной кампании за запрещение ядерного оружия (2017)